# فهرست کتاب‌های ارمنی ترجمه‌شده به فارسی
تاکنون چندین اثر از نویسندگان ارمنی به زبان فارسی ترجمه گشته است. نام این آثار بدین شرح است:
- «فغان‌نامه نارک» ترجمه «آزاد ماتیان»
- رمان «تک‌درخت فندق» اثر «وارتزگس پطروسیان»
- گزیده شعرهای «بارویر سواگ»
- حماسه جاوید دلاوران ساسون
- «باغ سیب، باران و چند داستان دیگر» (۲۰ قصه از ۱۵ نویسنده ارمنی)
- «درخت خردمند، مجموعه شعر به زبان ارمنی» اثر «آندرانیک طهمازیان»
- «گلچینی از ادبیات نظم و نثر ارمنی» گردآورده «میناس هوسپیان»
- مجموعه داستان کوتاه ارمنی شامل هفت داستان از، آلکساندر موُوسسیان (شیروان‌زاده)، نار-دوس، هوهانس تومانیان و روبن سواگ
- «هفده داستان کوتاه» از گریگور ظهراب
- رمان «چشمه هغنار» از مگردیچ آرمن از ی.د. پاپازیان (بر اساس این اثر آربی آوانسیان فیلم چشمه را کارگردانی نمود)
- رمان زندگی برشاهراه‌های قدیم روم اثر «واهان توُتوُونتس»
- «داستان چالو» اثر «هاماستغ»
- دو مجموعه شعر ارمنی به نام‌های آنوش و گرونگ ترجمه هراند قوکاسیان

از آلک در-خاچاطوریان:
- حماسه اندوه، مجموعه‌ای از شعر ارمنی
- آنوش، آختامار، پروانه
- «سیامانتو و خجه زاره» اثر «هوهانس شیراز». بی جا، ۱۳۵۰.
- «آوای خاموش نشدنی ناقوس» اثر «بارویر سواگ». انتشارات نائیری

## کتاب‌های دربارهٔ ارمنیان به فارسی
1. نخستین فرهنگ کامل فارسی-ارمنی در سال ۱۸۲۶ میلادی بدست گِوُرگ دبیر پدید آمده است.
2. «ارمنیان گیلان»، اثر «علی فروحی و فرامرز طالبی»
3. «ارمنیان ایران»، اثر «آندرانیک هویان»، چاپ اول. تهران: مرکز بین‌المللی گفتگوی فرهنگ‌ها با همکاری انتشارات هرمس، ۱۳۸۰.
4. «تاریخ ارمنیان»، اثر «گارون سارکیسیان»
5. «ارمنستان و سلوکیان»، اثر «ژاسمن الچیبگیان»، ترجمهٔ گارون سارکسیان. انتشارات نائیری، ۱۳۸۲.
6. «زندگی مسروب ماشتوس»، اثر «گارون سارکسیان»
7. «تاریخ ارمنیان»، اثر «پاوستوس بوزند» (ترجمه گارون سارکسیان)
8. «جنگ تحمیلی ۸ ساله و ارامنه ایران»، اثر «گارون سارکسیان»
9. «فرهنگ املائی ارمنی»، اثر «آرداشس آبقیان»
10. «ریشه یابی نام‌های خاص ارمنی برگرفته از زبان‌های ایرانی»، اثر «ماریا (ترزیان) آیوازیان»
11. «پیوندهای ادبی ارمنیان و ایرانیان از قرن پنجم تا هجدهم»، اثر «بابگن چوگاسزیان» (به فارسی نوشته شده‌است).
12. «نگرشی کوتاه به ۲۲ قرن ادبیات ارمنی»، اثر «آلک در-خاچاطوریان»
13. «مادرانه در ادب آرمن» اثر «آلک در-خاچاطوریان»
14. «چهل روز موسی داغ»، اثر فرانتس ورفل ترجمه محمد قاضی (در مورد اخراج ارامنه از ترکیه).
15. «صد سال شعر ارمنی (از اواخر قرن نوزدهم تا اواخر قرن بیستم)»، اثر «احمد نوری‌زاده»، نشر چشمه، پائیز ۱۳۶۹.
16. «تاریخ و فرهنگ ارمنستان»، اثر «احمد نوری‌زاده»، نشر چشمه، پائیز ۱۳۷۶.
17. «ارامنه و سینمای ایران»، گروه تحقیق و پژوهش سینما. تهران: انتشارات روزنه کار، ۱۳۸۳.
18. «دانشنامه ایرانیان ارمنی»، اثر «ژانت دیگرانوهی لازاریان»، چاپ اول. تهران: انتشارات هیرمند، ۱۳۸۲.
19. «ایرانیان ارمنی»، اثر «اسماعیل رائین»، مؤسسه انتشارات امیرکبیر، ۱۳۴۹.
20. «قتل عام ارمنیان»، اثر «اسماعیل رائین»، مؤسسه انتشارات امیرکبیر، ۱۳۵۰.
21. «یپرم خان سردار»، اثر «اسماعیل رائین»، انتشارات زرین
22. «تاریخ ارمنستان»، اثر «هراند پاسدرماجیان»، تهران: انتشارات زرین، ۱۳۷۷.